# David Vavruška
David Vavruška (14. rujna 1972., - ) češki je nogometni trener i trenutačni trener FK Teplica.
Trenersku karijeru započeo je u Příbramu, gdje je u svibnju 2011. preuzeo trenersko mjesto od Romana Nádvorníka. 26. svibnja 2011. dobio je i dva pomoćnika, Františeka Kopača i Jiřia Rybu. U kolovozu 2012. godine istekao je njegov trenerski ugovor s Příbramom, nakon čega je smijenjen s mjesta trenera. No, glavni uzrok smjene bilo je 12 uzastponih utakmica bez pobjede, čime Vavruška nije ostvario očekivanja kluba. Sličan ishod imao je i kao trener SFC Opave, koja je tada igrala u Drugoj ligi. U svibnju 2013. napušta klub s kojim je u 18 utakmica osvojio 22 boda. Krajem sezone sezone, SFC Opava je bila degradirana iz Druge lige.
Prvi trenerski uspjeh postigao je sa Slovanom iz Libereca, s kojim je osvojio 4. mjesto u Prvoj češkoj nogometnoj ligi. Zahvaljujući tom uspjehu, klub je zaigrao i u Europskoj ligi. Također, s klubom je osvojio i Češki nogometni kup, pobijedivši u završnici FK Baumit Jablonec.
Od sezone 2014./15. trenira FK Teplice.

## Nagrade i postignuća

### Trenerske

#### FC Slovan Liberec
- Češki nogometni kup
  - Prvaci (1): 2014./15.

### Individualne
- Trener mjeseca Prve češke nogometne lige (1): travanj 2014./15.

## Vanjske poveznice
- (češ.) David Vavruška na Fotbal iDnes.cz